# Drakes Broughton
Drakes Broughton är en by i Worcestershire i England. Byn är belägen 9,9 km 
från Worcester. Orten har 1 404 invånare (2016).